# Хогевонинг, Петра
Петра Марика Якоба Хогевонинг (нидерл. Petra Marieka Jacoba Hogewoning; род. 26 марта 1986, Рейнсбург, Южная Голландия) — нидерландская футболистка, защитница. Выступала за сборную Нидерландов.

## Карьера

### Клубная
Начинала заниматься в команде мальчиков «Рейнсбюргсе Бойз» из родного города. Первым профессиональным клубом стал «Тер Леде», с которым она выиграла любительские женские чемпионат и кубок страны. С 2007 по 2010 годы выступала за «Утрехт», но в сезоне 2007/2008 не играла из-за разрыва связок. Осенью 2010 года выступала в российском чемпионате за «Звезду-2005»; с командой она дошла до 1/4 финала Лиги чемпионов 2010/2011, провела по 4 матча в высшей лиге России и Лиге чемпионов.
С 2011 по 2012 годы играла за «Дуйсбург». С 2012 года до конца карьеры играла за «Аякс».

### В сборной
Дебютировала 6 августа 2004 года в матче против Японии. Дошла до полуфинала чемпионата Европы 2009 года (бронзовый призёр). В октябре 2012 года из-за разрыва крестообразных связок выбыла из строя и пропустила чемпионат Европы 2013 года. Всего сыграла за сборную 100 матчей.

## Личная жизнь
Имеет высшее образование спортивного врача. Занимается с детьми и подростками, страдающими аутизмом.